# Lepisorus tricholepis
Lepisorus tricholepis là một loài thực vật có mạch trong họ Polypodiaceae. Loài này được K.H. Shing ex Y.X. Lin mô tả khoa học đầu tiên năm 2000.